# Henri Grégoire (historiador)
Henri Grégoire (Huy, 1881 - Brussel·les 1964) fou un eminent acadèmic dedicat a l'estudi de l'Imperi Romà d'Orient, pràcticament el fundador dels estudis romans d'Orient a Bèlgica. Es passà la major part de la seva carrera docent a la Universitat Lliure de Brussel·les. Impartí classes a The New School for Social Research el 1938 i durant la Segona Guerra Mundial passà a ensenyar a l'École lliure de hautes études de The New School. Fou editor de quatre revistes (Byzantion,  Nouvelle Clio, Annuaire de l'Institut de Philologie et d'Histoire Orientales et Slaves i Flambeau) i publicà prolíficament: el 1953 tenia 575 títols en la seva bibliografia. Grégoire és especialment recordat pels seus estudis sobre la poesia èpica medieval, en particular el Digenís Acrites.